# Szanda

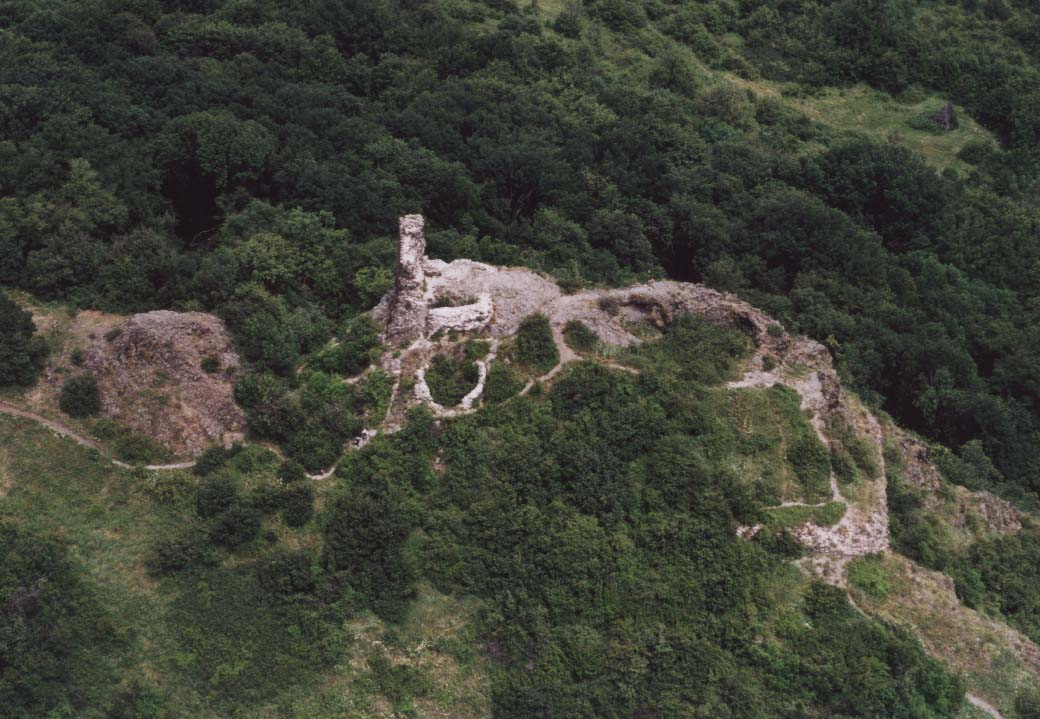
zamek w Szandzie

Szanda – wieś i gmina w północnej części Węgier, w pobliżu miasta Balassagyarmat.
Miejscowość leży na obszarze Średniogórza Północnowęgierskiego, w pobliżu granicy ze Słowacją. Administracyjnie osada należy do powiatu Balassagyarmat, wchodzącego w skład komitatu Nógrád.
Gmina Szanda liczy 622 mieszkańców (2009) i zajmuje obszar 21,49 km².